# Борго дел Состењо (Ферара)
Борго дел Состењо (итал. Borgo del Sostegno) је насеље у Италији у округу Ферара, региону Емилија-Ромања.
Према процени из 2011. у насељу је живело 14 становника. Насеље се налази на надморској висини од 3 м.